# Xinxikou
Xinxikou (kinesiska: 新溪口) är en socken i östra Kina. Den ligger i She härad i staden Huangshan i provinsen Anhui, omkring 270 kilometer sydost om provinshuvudstaden Hefei. Antalet invånare är 6 512. Befolkningen består av 3 143 kvinnor och 3 369 män. Barn under 15 år utgör 14,0 %, vuxna 15-64 år 73 %, och äldre över 65 år 11,0 %.